# 青少年有害社会環境対策基本法案
青少年有害社会環境対策基本法案（せいしょうねんゆうがいしゃかいかんきょうたいさくきほんほうあん）は、2000年(平成12年)に自由民主党が作成した日本の法律案である。2002年(平成14年)に国会への上程を予定していたが、世論の強い反対にあい提出することを断念した。青環法（「せいかんほう」、又は「あおかんほう」）案と略される。その後、2004年（平成16年）と2014年（平成26年）に、内容を修正した青少年健全育成基本法案が国会に提出されたが、いずれも審議されないまま廃案となっている。

## 概要
自由民主党所属の参議院議員を中心に、1999年（平成11年）より起案が進められ、2000年（平成12年）に「青少年社会環境対策基本法」の名義で第一次草案が公表された。その後「有害」の二文字が追加され、2002年（平成14年）の第154回国会への法案提出が予定されていたが、個人情報保護法・人権擁護法と並ぶ「メディア規制三法」との激しい世論の批判に晒され、提出断念に追い込まれた。この法案は、中曽根弘文が仕掛け、田中直紀(青少年有害社会環境対策基本法案推進小委員会委員長)に法案のとりまとめを振ったと言われている。
その後、2004年（平成16年）の第159回国会では、各業界ごとの青少年有害社会環境対策センター設置や、自主規制基準制定に関する部分などを除去した（「除去された箇所は、後で改めて立法する」とされる）「青少年健全育成基本法案」が参議院へ提出された。法案の提案者は、中曽根弘文(元文相)外3名である。しかし、付託委員会すら決定されない（参議院には衆議院と異なり、青少年問題に関する特別委員会は設置されていない）まま、審議未了で廃案となった。
2014年（平成26年）の第186回国会では、子ども・若者育成支援推進法の改正案として、「青少年健全育成基本法案」が参議院へ提出された。法案の提出者は中曽根弘文ほか4名である。上記の通り、中曽根は2004年の時の法案提出者でもある。同国会に提出されたが、審議されないまま廃案になった。
2014年の時は、既存の法律である「子ども・若者育成支援推進法」を、その基本理念を含めて全面的に書き換え、全く別の法律に変えようとする異様な手段がとられた。

## 青環法案をめぐる政党の動き

### 自民党内の動き(1998年-2000年)
2000年(平成12年)の自民党による「青少年社会環境対策基本法案」の背景には、1997年(平成9年)に起こった神戸連続児童殺傷事件と、中曽根弘文の2つの要因がある。事件発生時、自民党政審会長だった中曽根は、第142回国会予算委員会において、少年犯罪多発の要因がテレビやアニメ、ゲームなどであると主張、小里貞利総務庁長官に対して「青少年保護法」を制定しろと要求したのが、「法案」の動きのきっかけである。中曽根の実際の質問は以下のようなものだった。
次に、青少年の保護法関係を質問いたします。
　少年犯罪の多発の原因はいろいろありますけれども、少年たちの情報源となっているテレビや雑誌、アニメあるいはテレビゲームなどの影響はかなり強いものと思います。日本ＰＴＡ全国協議会が行いましたアンケートでは、八八％の父兄がテレビやマスコミの情報が悪影響を及ぼしていると回答しております。これら有害なものから子供たちをいかにして守るか、これもみんなで真剣に考えなければなりません。
　現在、各都道府県におきまして青少年保護育成条例等を制定していますけれども、その状況はどういうふうになっていますでしょうか。総務庁長官、お願いします。

各地の市町村議会で、青少年保護法の制定を求める決議が今次々と採択をされております。私の地元の群馬の町村からもかなりの数の要請が来ております。規制項目も各省庁の所管にまたがるものでありますので工夫が必要とは思いますけれども、こうした青少年問題に関する重要な対策は、都道府県にすべてお任せするのではなくて、政府が青少年保護の基本的な理念や目的、方針などを示すと同時に、規制項目のうち重要なものかつ共通したものについては一元化をして青少年保護法というようなものを制定すべきと考えております。各国にもこのような法律があるようでございますけれども、諸外国の例なども調査されまして、参考にしながら青少年保護法の制定にぜひ取り組んでいただきたいと思います。
　総務庁長官のお考えを再度お聞かせください。
基本法と保護法と二つ考え方がありますし、両方盛り込んだものも考えられます。基本法は理念とかそういうものが中心となると思いますが、これだけ子供のいろいろな事件が多発しておりますので、今申し上げたように各県でばらばらになっております有害図書や有害玩具や有害薬品等に対する規制というもの、これは私はある程度国で一元化して統一して規制なりをすべきと、そういうふうに思っております。検討していただけるということでございますが、ぜひよろしくお願いをいたします。
小里総務庁長官の回答は「私は、先ほど議員から御指摘がありまするように、保護育成に関する基礎的な要諦あるいは事項につきましては、何らかの形できちんと整理を進める方向で検討はしてみたい、さように思っておる次第でございます。」というもので、制定すると確約はしないものの、検討を約したので自民党は「青少年保護育成法案」作成に乗り出すことになった。
政府は、この問題について青少年問題審議会(青少審)に諮問、青少審(石川忠雄会長)は1999年(平成11年)7月22日に答申「『戦後』を超えて―――青少年の自立と大人社会の責任」をまとめた。この答申では、有害環境の対策などを含んだ青少年育成基本法の制定を提言していた。さらに、この答申を根拠にして、中曽根文弘の肝いりで、参院自民党の政策審議会の中に青少年問題検討小委員会が設置された。
このパターン(規制推進派が政府に働きかけ、政府は中青協(中央青少年問題協議会、青少審の前身)に諮問して「青少年保護育成基本法」を推進せよとの答申を出させ、それを理由にして法案を作成する、または検討を行うというパターン)は、1954年(昭和29年)以来何度も繰り返されてきたものである。
法案作成はこの「検討小委員会」において秘密裏に進められたが、代表だった中曽根が途中で文部大臣に就任したため、中曽根が抜け、その代わりに石井道子(元環境庁長官、故人)、大島慶久(2004年に政界から引退)が責任者になった。
最初の法案は2000年(平成12年)4月にまとまった。「検討小委員会」が4月21日付きで「青少年有害環境対策法(素案骨子)」を立案、関連する10省庁を集めて趣旨説明を行った。この時に一部の官庁が関連業界団体に意見を求めたことで、法案作成が進んでいることが世間に露呈した。
「検討小委員会」は「素案骨子」をもとに各省庁の意見を聞いて修正し、2000年(平成12年)5月に「青少年有害環境対策法(素案)」をまとめたが、「有害環境」という言葉はイメージが悪いという意見があったので、この言葉を省き、同年9月に「青少年社会環境対策基本法(未定稿)」に変わった。
自民党が本格的に法案提出の準備を始めるのは、同年11月のことである。2000年(平成12年)11月16日、自民党の内閣部会に「青少年を取り巻く有害な環境対策の推進に関する小委員会」を設置、委員長には田中直紀が就いた。
法案第21条には、内閣総理大臣が監督する公益法人「青少年有害社会環境対策センター」の設置が義務付けられており、法案が成立すれば「センター」が稼働する予定になっていた。この「センター」は苦情処理、調査・情報収集、関係事業者・団体への指導を行うことになっていたが、それ以外の業務も行うことが予定されていた。具体的に言うと、業界団体の自主規制の実効性がないと政府が判断すれば総理大臣の名前で勧告を行い、従わない場合には名前の公表を可能にする、という業務が含まれていた。これは、青少年の健全育成を名目にして政府が表現物の内容に干渉すること、つまり「未成年に対する販売規制」を越えて「表現規制」に踏み込むことを意味し、危険な存在だった。
「小委員会」は、このセンター業務の委託先を探していたが、それが見つからずに困っていた時に総務庁から社団法人青少年育成国民会議を紹介され、
委員長の田中直紀が内々に「国民会議」に委託を打診、「国民会議」側も法案に賛成しており「センター」指定法人に指名されることを望んだ。「国民会議」は2001年(平成13年)1月の理事会でこの問題を了承し、同月に「国民会議」が開催した「青少年と社会環境に関する中央集会」の中で上村文三副会長が「青少年社会環境対策センター」の指定法人を「国民会議」が引き受ける意向だと表明した。
しかし、その後、内閣府からセンター請負に関して「国民会議」に打診があった時、「国民会議」側が人員の補充や年間予算の試算額として10億円を提示すると、緊縮財政下でそんな予算がつくわけがないと言われたということで、果たして法案成立に現実味があるのか疑問視する声もあった。
一方、この法案とは別の動きとして、政府は2001年(平成13年)10月に「少年を取り巻く有害な環境の整備に関する指針」というガイドラインを作成し、これを根拠にして出版・テレビ業界に「行政指導」という形で規制を強める。その後も、このガイドラインは改訂され続け、「青少年育成推進要綱」、「青少年育成施行大綱」と変遷する。

### 民主党内の動き(2000年)
2000年(平成12年)から2004年(平成16年)にかけての青環法案が従来の「中央立法」と違った点は、与党自民党だけでなく野党の民主党も同様の規制法案を準備した点にある。民主党案の内容に関しては後述するので、ここでは民主党内の動きについて見る。
2000年(平成12年)10月12日、民主党に「有害情報から子どもを守るための基本法制定プロジェクト・チーム」が設置された。座長に肥田美代子(2005年に政界から引退)、副座長に藤村修(2013年に政界から引退)ら6人、事務局長に水島広子(栃木1区、PTA事務局長、精神科医)、総責任者に石毛鍈子が就いた。
プロジェクト・チーム設置を主導したのは水島である。水島は、「有害」情報の規制を公約に掲げて2000年の衆議院選挙で初当選したばかりだった。民主党の首脳部は、議員1年生にすぎない水島を国会の代表質問に抜擢するほど目をかけていた。その時の水島の代表質問(第149回国会衆議院本会議7月31日)は以下のようなものだった。
(前略)モラルの低下の一つの例として、子供の目に触れるテレビや雑誌、ゲームなどの影響も無視できません。だれでも簡単に目にするメディアに暴力や性暴力がはんらんし、町じゅうに売春情報があふれているというのが今の大人の社会です。子供たちを批判する前に、総理御自身も含めて、私たち大人がまず反省すべきではないでしょうか。（拍手）
　子供たちの問題行動とメディアによる有害情報の関係を指摘する専門家はたくさんいます。仮に犯罪に直結しなくても、幼いころから有害情報に当たり前のように触れることが子供たちの精神面の発育に及ぼす影響は無視できません。諸外国でも進められているように、子供たちを有害な情報から守る法律を日本でも早急につくる必要があると思います。
　これはもちろん、国家による検閲というような形をとるべきではありません。例えば、子供にとって有害な情報であるか否かを親が判断して選べるようなシステム、また、町中でも子供が有害情報に触れるのを防ぐような社会的なバリアをつくるなど、地域社会の大人たちが子供たちを守るようなシステムをつくるべきだと思います。子供を有害情報から守るための立法の必要性について、森総理はいかがお考えでしょうか。(後略)
この水島の質問に対する森首相の答弁は以下のようなものである。
(前略)テレビや雑誌、ゲームなどの青少年を取り巻く環境について、暴力や性犯罪がはんらんしており、青少年にとって大きな問題であるとの御指摘でありますが、これらの問題は、申すまでもなく大人社会の責任であります。青少年を取り巻く社会環境の改善のため、社会が一体となった取り組みを進めることが極めて重要であると考えております。
　また、子供たちを有害情報から守るための法律の早急な制定を促す御意見をいただきました。
　私は、かねてから、少年非行対策は与野党対立案件にあらずと考えておりますが、御指摘の点については、まさに議員と意見を一にするものであります。しかしながら、この種法律の制定につきましては、青少年をめぐる環境の浄化の基本的なあり方や表現の自由とのかかわりなど、国民的な合意の形成が必要であると考えられ、関係方面の幅広い議論を重ねていきたいと考えております。(後略)
このように、水島の質問は、従来から繰り返されてきた自民党の規制推進派と何ら変わりのない理屈によっていた。
その後、法案は「子ども有害情報からの子どもの保護に関する法律案骨子」としてまとめられた。しかしながら党内での議論は不十分で、プロジェクトチーム内でさえ自民党案・民主党案共に反対と表明する議員がいたにもかかわらず、民主党は法案を了承した。同年12月21日、記者会見が開かれ骨子が公表された。会見に臨んだのは水島と石毛である。
しかし、この後民主党案に関する動きは途絶え、法案の提出にはいたらなかった。

### 自民党・公明党の動き(2003年-2004年)
一方、「社会環境対策基本法案」に対する反対が強かったことから、自民党は2003年(平成15年)に入って方針を修正し、この法案を2つに分割し、通しやすそうなものから法案提出することにした。
この方針に則り、元の法案は「青少年健全育成基本法案」と「青少年を取り巻く有害社会環境の適正化のための事業者等による自主規制に関する法律案」に分割された。前者は、法律の「基本理念」や「事業者の責務」などを規定したものである。
一方、後者は事業者に強制する自主規制に関する法律案で、「社会環境対策基本法」のうち、関連業界から強い反発を受けた部分に相当する。
2004年(平成年)3月24日、中曽根弘文外3名により「青少年健全育成基本法案」が提出された。
しかし、法案は審議されないまま店ざらしになり、審議未了・廃案になった。これによって、青環法案に関する動きはひとまず決着がついた。

## 青少年有害社会環境対策基本法（案）
以下、自民党案の概要と、法案を巡る議論について記す。

### 法案の内容
- 第1条から第8条において「近年の我が国社会における急激な情報化の進展、過度の商業的風潮のまん延等により、青少年有害環境のもたらす弊害が深刻化し、かつ増大している」と指摘し「青少年の性若しくは暴力に関する価値観の形成に悪影響を及ぼし、又は性的な逸脱行為、暴力的な逸脱行為若しくは残虐な行為を誘発し、若しくは助長する等青少年の健全な育成を阻害するおそれのある社会環境」から青少年を保護することは「国、地方公共団体、保護者、国民の責務」であると定めている。
- 第9条には「この法律の適用に当たっては、表現の自由その他の国民の基本的人権を不当に侵害しないように留意しなければならない」と定められているが、この条項は飽くまでも「努力規定」であり実効性は担保されていない。
- 第10条では、内閣総理大臣は有害環境からの青少年の保護に関する「基本方針」を策定し、これを閣議決定すること及び「強調月間」設定、行政によるボランティア活動への支援や、取組への財政措置など国民運動として一体的に有害環境対策を実施すると定めている。
- 第11条から第13条では強調月間内における「国民的な広がりをもった取組」を推進し、国及び地方自治体が強調月間内に実施する啓発活動の実施に際して財政上の措置を取るよう求めている。
- 第14条から19条では主務大臣（2000年案では総務庁長官）または都道府県知事が必要と認めた場合はセンターを通じて事業者の商品・役務の供給に対して監督・指導を行うことができ、従わない場合は改善勧告を行い事業者名を公表することができると定められている。なお、事業者の反論権は（「指導・勧告は刑事罰や行政上の制裁行為には当たらない」との理由で）認められていない。
- 第21条では、事業者・事業者団体に対し業界ごとに「青少年有害社会環境対策センター」設置を義務付け、事業者に対してセンターへの加入を奨励することが定められている。なお、センターの活動に冠する詳細は内閣府令（青少年有害社会環境対策基本法施行令）で定められることになっている。

### 反対意見
本法案に対しては、以下のような反対意見が述べられている。
- 少年犯罪の増加や凶悪化・それらと外的環境との明確な因果関係（メディア効果論）は、科学的・統計学的に証明されていないばかりか否定をされている。また「青少年有害環境のもたらす弊害が深刻化し、かつ増大している」と言うが、具体的にどのような現象を指すのか。（少年犯罪そのものは昭和30年代がピークで件数は統計上はむしろ減少している[21]）。

- 日本国憲法で保障されている表現の自由を侵害する。第9条は単なる努力規定であり、公権力が国民の表現の自由を侵害した際の救済措置が全く担保されていない。
- 青少年の保護が必要であることは認めるが、家庭や地域・業界が自主的に取り組むべきで、法律により強制すべきではない。
- 「有害情報」の定義が曖昧である。性表現や暴力表現がどの程度まで許容されるのかすら条文からは判明せず、創作活動の萎縮を招く[22]。
- 公権力に「有害情報」とそうでないものを選別する権限を与えることは、未成年者の判断能力を奪うことに繋がる。むしろメディア・リテラシー教育を推進すべきである。
- 各業界・各地域に設置が義務付けられる「青少年有害社会環境対策センター」は官僚（特に警察官僚）の天下り先となる可能性が高い（田中康夫らが指摘している）。

### 反対運動
2000年に草案が公表されて以降、日本雑誌協会・日本書籍出版協会社団法人日本書籍出版協会 (2000年10月4日). “「青少年社会環境対策基本法案(素案)」に対する見解”. 2023年8月4日閲覧。・日本図書館協会・日本民間放送連盟・日本ペンクラブ・日本ジャーナリスト会議・メディア総合研究所・日本弁護士連合会などが反対声明を公表したが、マスメディア側の反対は個人情報保護法・人権擁護法（この2法案は青環法と異なり内閣提出法案）と並ぶ「メディア規制三法」の1つと言う位置付けであり、青環法単体での問題点を指摘する意見は余り見られなかった。
その反面、2002年に入ってからは個人単位の作家・ジャーナリストやこの法律による「保護」の対象と想定されている選挙権が発生していない年齢層を含む若年層による反対運動はインターネット上を中心に極めて活発に行われたが、これらの反対運動の中には参議院議員・田中直紀を中心に政治家へ法案提出を強く働きかけていると目されていた全国地域活動連絡協議会（母親クラブ）の掲示板を荒らして「炎上」させて閉鎖に追い込むなどの手法に問題のある行動も見受けられた。

### 国家総動員法との類似性
- 児童文学作家・山中恒が2010年（平成22年）における東京都青少年の健全な育成に関する条例改正の際、「赤本は夜店などで売られ俗悪な漫画が多かったから、日本の青少年を健全に育成するためだといってみな規制に賛成した。しかし本当の狙いは、当時最大の大衆出版社で、『少年倶楽部』などの版元でもあった講談社ではなかったか。」と指摘。
- 上記記事を掲載した朝日新聞も国家総動員法との類似性を指摘[28]。（1937年（昭和12年）に開戦した日中戦争が長期化の様相を見せ始めていた1938年（昭和13年）の5月、国家総動員法が施行されていた。その直前の2月、内務省は当時「赤本」と呼ばれていた安価な漫画本の編集者を集め、今後は漫画も検閲を受けるよう指示していたという。）

### その後の動向
自民党は2002年（平成14年）4月に法案提出を断念したが「青少年健全育成基本法（2004年参議院提出、審議未了廃案）の早期成立」は2005年（平成17年）9月11日の第44回衆議院議員総選挙におけるマニフェストでも公約されている。
なお、2006年（平成18年）7月に党の作業チームが行った「マニフェスト達成状況採点」では唯一、本項目のみが「取り組みが不十分」とされており、これを受けて安倍内閣で少子化対策担当大臣を歴任した高市早苗（党青少年特別委員長）が中心となり、2008年（平成20年）、高市と松村龍二（内閣部会会長）はインターネットを対象にした「青少年の健全な育成のためのインターネットの利用による青少年有害情報の閲覧の防止等に関する法律案」（青少年インターネット有害情報規制法）の法案提出を目指す。
この法案では、性に関する価値観形成に悪影響を与える情報や青少年の残虐性を冗長する情報、犯罪・売春・自殺を誘発する情報、麻薬や自傷行為などによる心身の危険を誘発する情報、特定の青少年に対するいじめに当たる情報、家出などによる犯罪被害を誘発する情報を有害情報と定め、各省庁や政党から独立した行政機関「青少年健全育成推進委員会」を設置する。
サイトの運営者や情報発信者には自主的な判断による有害情報の削除または会員制サイトへの移行を促す。プロバイダーや携帯電話各社、インターネットカフェにはフィルタリング (有害サイトアクセス制限)サービスなどにより、青少年に有害情報を閲覧させないようにすることを求め、違反した場合は6ヶ月以下の懲役刑や100万円以下の罰金などの罰則規定も設けるとしていたが、野党側との協議により罰則の適用は見送られ、6月11日に「青少年が安全に安心してインターネットを利用できる環境の整備等に関する法律」が成立した。
しかし、有害図書・雑誌や劇場映画、ビデオ（ビデオテープ、DVD-VideoおよびBlu-ray Disc）に関する法規制は、日本国憲法第21条が禁じる事前検閲と、日本国憲法に違憲する危険性が高く、未だ成立していない。
青少年保護育成条例に基づく、現行の青少年有害指定は、地方公共団体職員によるコンビニエンスストアや書店等の現場確認による『個別指定方式』と、各種自主規制団体による『団体指定方式』、猥褻表現のページ数または割合による『包括指定方式』の3通りであるが、罰則の適用例が無く、コンビニエンスストア等では、区分陳列が形骸化しているのが現状である。
県条例による有害図書指定制度の存在しない長野県では、管下の市町村単位での条例制定による規制が進んでいる。
2010年（平成22年）、自民党は第22回参議院議員通常選挙のマニフェストで、制定を公約した。
同じく、2012年（平成24年）12月の衆院選においても「青少年健全育成基本法」としてその制定を言及している（自民党政策BANKより）。
2014年（平成26年）6月11日には、子ども・若者育成支援推進法の改正案として、中曽根弘文ほか4名による議員立法で、青少年健全育成基本法案が提出されている。

## 民主党の対案
民主党では、事実上の青環法対案である「子ども有害情報からの子どもの保護に関する法律案」を衆議院議員（当時）・水島広子らが中心になって起案したが、党内の反対意見が強く国会への提出は見送られた。この法案では「性表現」「暴力表現」「ドラッグ」「犯罪手法の教示」などの類型に基づき内閣府所管の「子ども有害情報センター」が出版物・映画・放送・ゲームソフトなどあらゆる媒体に「v（violence）1〜v5」のレイティングを設定、放送メディアに関してはVチップ（アメリカにおいてテレビへの搭載義務付けが検討されていたペアレンタルロック機能）などの方法を採用することを義務付けるというものであった。
2005年(平成17年)5月には、これに「学校でのメディア・リテラシー教育の推進」などを追加したうえで「特定暴力情報からの子どもの保護に関する法律案」を改めて起案した。新しい法案の名目は、残虐な暴力や性の情報から子どもを保護する、というものだったが実際には、2001年(平成13年)に断念した「子ども有害情報からの子どもの保護に関する法律案」を焼きなおしたものに過ぎなかった。同年9月の総選挙における同党のマニフェストでもその成立が公約されたが、党内での反対意見がなお根強いことや中心人物である水島らの落選により、提出されるかどうかは（与党側が青少年健全育成基本法案を提出した際に、対案として出すことは有り得るが）不透明な状態と見られる。
なお、2007年の参院選に際して公表されたマニフェストでは該当する項目は削除されているが、これに対しては水島の落選により積極的に推進する議員が居なくなったからとする見方と、前年に改正された教育基本法で民主党が提出した対案「日本国教育基本法案」における「有害情報からの青少年保護」を一般国民の責務と定める条項に吸収されたからではないかとする見方が存在した。
2008年1月、党子ども政策調査会よりフィルタリング (有害サイトアクセス制限) 義務化等を柱とする電気通信事業法改正案原案が公表され、この法案は後に自民党案との一本化により「青少年が安全に安心してインターネットを利用できる環境の整備等に関する法律」として成立している。

## 日本以外の国における青少年保護法制
憲法違反などの理由により廃止・無効化された物も含む。
- 諸外国における放送分野の青少年関連施策の現状（総務省）

### アメリカ合衆国
通信品位法（アメリカ合衆国憲法違反により無効）
1996年成立、1997年に合衆国最高裁判所の違憲判決により法律無効。インターネット上の性的情報から、子供を保護することを目的に制定された。
未成年者（18歳未満）が、閲覧可能な状態にあることを知りながらわいせつ、もしくは下品な情報をインターネット上で発信した者及び、そうした形態の利用をさせる目的で、サーバ等の設備を提供した者に対する罰則を定めている。
成立後「インターネットに力を与える市民の有志連合」（CIEC）など複数の団体が「この法律は憲法で定められた表現の自由を侵害する」と主張し、提訴。翌年2月には最高裁で違憲判決が確定し、法律自体が無効となった（レノ対アメリカ自由人権協会事件）。
- わいせつ画像等の流布などを禁ずる「通信品位法」に米最高裁が違憲判決（INTERNET Watch）
- 1996年通信品位法違憲判決の要旨（法源）

### ドイツ
青少年保護法
2002年に旧青少年保護法と有害文書法の2法を統合した新法が成立し、2003年より施行された。
旧青少年保護法では、連邦青少年有害文書審査会が指定した「有害文書」（旧法では出版物のみ）を官報で告示し、指定有害文書は14歳未満の児童または18歳未満の青少年への譲渡・販売・貸与・閲覧が禁止された。
新法では連邦青少年有害メディア審査会の下に州単位で「青少年メディア保護委員会」が設置され、放送以外の電子的手段による情報提供（主にインターネット）・パッケージ（出版物・録音物・録画物・ゲームソフトなど）が対象とされる。官報による告示は旧法と同じ。これに伴い、EU圏内で発売されるゲームソフトにはPan European Game Information（PEGI）によるレイティング表示の他に、ドイツ国内を対象にしたUSKによる菱形のアイコンも表示されている場合がある。
この法律に定義される「有害情報」の類型は「ドイツ基本法に反する組織の宣伝・正当化」「ヘイトスピーチ又はナチスによる犯罪行為の肯定的評価ないし犯罪行為の存在否定」「犯罪予告」「わいせつ」「戦争の賛美」「児童・青少年による不自然な性行為の描写」など。但し、わいせつが理由の場合は年齢制限を条件に18歳以上への譲渡・販売・貸与・閲覧は認められる（放送番組は除く）。
また、ディスコや酒類を提供する飲食店への時間帯や保護者同伴の有無による立ち入りの制限及び、酒類・タバコのコマーシャルに関する規制についても定められている。
- インターネット時代の青少年保護法（国立国会図書館）
- Unterhaltungssoftware Selbstkontrolle（ドイツの審査機関）

### オーストラリア・ニュージーランド
連邦格付法・インターネット検閲法（オーストラリア）
それぞれ、Office of Film and Literature Classification（OFLC）と呼ばれる政府直属の審査機関が置かれ、映像メディア・ゲームソフトの審査を行っている（両国は商圏が共通していることから、オーストラリアでのレイティングはニュージーランドでも個別に発禁指定を行う場合を除き、大半がそのまま反映される）。OFLCによる審査は日本のコンピュータエンターテインメントレーティング機構（CERO）が「全年齢」指定としているソフトでも「M(Mature)」（15歳以上推奨）とされるなど、各国の審査機関では最も厳しいものとなっている。なお、「R18+/X18+(Restricted)」(18歳以上のみ対象)は映像のみ適用され、コンピュータゲームに対する発禁処分も『Grand Theft Auto』『ハーフライフ2』などに対して下されている。
ニュージーランドのOFLCは2004年12月、日本のアニメ(OVA)『ぷにぷに☆ぽえみぃ』に対して「性行為を暗喩する表現が多用されている」「児童ポルノに指定されている別の作品との近似性が認められる」などの理由で発禁処分を行った。この決定に対し、同国内のアニメファンからは異議申し立ても行われたが決定は覆らなかった。
オーストラリアのインターネット検閲法は1999年成立、2000年1月施行。連邦格付法と同様にインターネット上の情報に対してレイティングを義務付け、同国内から青少年に有害と判断される情報が発信されている場合は連邦通信・メディア行政局が是正を勧告し、従わない場合は強制的に削除を行う他、プロバイダには国外の有害情報を遮断する為のフィルタリング (有害サイトアクセス制限)が義務付けられているが、実効性に疑問を呈する声も少なくない。
2007年12月、ケビン・ラッド率いる労働党政権はインターネット検閲法を大幅に強化する方針を表明した。
国境なき記者団はオーストラリアを「インターネットの敵」の予備軍と指摘した。
- OFLC（オーストラリア）
- OFLC（ニュージーランド）
- オーストラリアでインターネット検閲法が成立（WIRED.jp）

### 大韓民国
青少年保護法・情報通信網利用促進及び情報保護等に関する法律
青少年保護法は1997年成立・施行、2000年一部改正。情報通信網利用促進・情報保護法は2001年成立・施行。政府直轄の青少年委員会及び情報通信倫理委員会により、インターネットを含む各種メディアに対する審査を受けることが義務付けられており「青少年に有害」と認定された情報に対して発禁指定・削除が行われることもある。その基準は性表現・暴力表現だけでなく「反国家的（例えば、竹島が日本領であると記述する）」な物も含まれる。
大韓民国（第六共和国）憲法では第21条4項において「言論及び出版は、他人の名誉若しくは権利、公衆道徳又は社会倫理を侵害してはならない」と定めており「青少年に有害な情報は表現の自由の対象外」と考えられている。
政府は近年、日本文化開放政策を進めているがその一方で「日本製の漫画やアニメを狙い撃ちする形で発禁処分が乱発されている」と言う指摘も為されている。
なお、韓国ではオンラインゲーム中毒症が大きな社会問題となっており、2005年には未成年者による深夜帯のオンラインゲーム接続禁止条項を追加する青少年保護法改正案が国会に提出されている。
- 青少年保護法
- 情報通信網利用促進及び情報保護等に関する法律
- インターネットの「有害情報」が急増（朝鮮日報）
- 「植民地時代は韓国にとって祝福」…21の親日サイトを摘発（中央日報）

### 中華人民共和国
未成年者保護法
中華人民共和国文化部(文化省)で2015年6月12日に、School Days(UHFアニメ)や進撃の巨人(同上)、コープスパーティーTS(OVA、ODSアニメ)、デスノートなどの日本のアニメ・漫画38作品が、残虐性や反社会的な表現を理由に有害指定された。
- china-bans-38-japanese-anime-manga-titles-including-attack-titan
- 中国共産党　政治的利用を警戒し『進撃の巨人』を規制対象に

### 注
1. ↑  参法、提出番号12、提出日は2004年3月24日[2]。
2. ↑  他3名の氏名は、参議院が公開している公式文書に掲載されていないので不明である。
3. ↑  2014年の時の「青少年健全育成基本法案」は通称である。正式な名称は「子ども・若者育成支援推進法の一部を改正する法律案」(参法、議案番号16)である。
4. ↑  他4名の氏名は、参議院が公開している公式文書に掲載されていないので不明である。
5. ↑  参議院での議案受理は2014年(平成26年)6月11日、衆議院予備審査議案受理は6月13日である[3]。
6. ↑  1998年(平成10年)3月24日
7. ↑  正確に言うと、答申の中に書かれた具体的な提案として、「青少年育成に関する基本的な法律(青少年育成基本法《仮称》)の制定に向けて検討する」ことが書かれていた[8]。
8. ↑  この流れだけを見ると、青少審に後押しされて自民党が法案作成に乗り出したように見えるが、実際には答申の公表の少し前である7月上旬に、自民党は「青少年の健全な育成を阻害するおそれのある社会環境からの
青少年の保護に関する法律案(素案骨子)」を発案している[8]。発案は、参院自民党だと言われている[8]。
9. ↑  警察庁、文部省、総務庁青少年対策本部、通産省、郵政省、環境庁、自治省、大蔵省、法務省、運輸省[9]。
10. ↑  参院自民党ではない。
11. ↑  青少年条例を扱った分野で用いられている用語で、各自治体で「有害」の判断基準や審査方法を条例によって定めるのではなく、国会により法律を制定し、それにのっとって政府が取り締まることを指す。
12. ↑  なお、長岡『マンガ』p.227によると、自民・公明党の議員が国会に共同提案した、と書かれているので、「外3名」の中には公明党の議員が含まれていると考えられる。
13. ↑  法案の全文については、“青少年有害社会環境対策基本法（案）” (pdf).   参議院. 2019年2月11日閲覧。、または“衆議院 議案情報 青少年健全育成基本法案”.   衆議院. 2019年2月18日閲覧。を参照のこと。
14. ↑  似たようなケースとして映画倫理委員会は、長崎県では少年保護条例に基づく指定団体となっている。
15. ↑  漫画や小説の付録アニメDVD・BDも対象となる。